# 惡棍特工
是一部2009年德美合拍的黑色幽默特務戰爭電影，由昆廷·塔伦蒂诺编剧并執導，由畢·彼特、克里斯托弗·瓦尔兹、梅蘭妮·羅蘭、迈克尔·法斯宾德、伊萊·羅斯和黛安·克魯格主演。本片讲述了二戰中两起虚构的納粹德國高层刺杀计划，分别由一位年轻的法籍犹太裔电影院业主与一个美籍犹太裔特工小队谋划。片名来源于恩佐·卡斯提拉里1978年导演的通心粉战争片《戴罪立功》。
塔伦蒂诺于1998年开始创作剧本，但写结尾时遭遇困难，便将其先搁置一边。在完成《金刚不坏》（作为《刑房》两部曲的一部分）后，塔伦蒂诺重新开始本片的工作。本电影于2008年10月开始制作，以7500万美元的预算在德国和法国拍摄。《无耻混蛋》于2009年5月20日在第62屆坎城影展上首映，参与角逐金棕榈奖。它于2009年8月在美国和欧洲的影院上映，分別由溫斯坦影業和环球影业发行。
本片取得了商业成功，全球票房高达3.21亿美元，是当时塔伦蒂诺票房最高的作品，目前为《決殺令》、《從前，有個好萊塢》后的第三高。它获得了许多奖项和提名，包括8项奥斯卡奖提名，其中有最佳影片提名。饰演汉斯·兰达的克里斯托弗·瓦尔兹赢得了坎城影展最佳男演員，以及英國電影學院獎、美国演员工会奖、金球獎，和奥斯卡最佳男配角奖。

## 劇情
在二次大戰期間，1941年，納粹德國的法國佔領區（可能指其傀儡維希法國），外號“猶太猎人”（The Jew Hunter）的黨衛隊上校汉斯·兰达（Hans Landa，克里斯多夫·華茲飾）在一位法国酪农皮埃尔·拉帕提（Perrier LaPadite）的家中审问他。拉帕提为了家人的安全供认了犹太裔的德瑞芙斯（Dreyfus）一家就藏在他家的地板下。兰达让党卫队士兵隔着地板扫射杀害了这一家人，但少女苏珊娜（Shosanna，梅蘭妮·羅蘭飾）僥倖逃脫。
1944年春，美国第一特种部队的艾杜·瑞恩中尉（First Lieutenant Aldo Raine，布萊德·彼特飾）招募了8名美国犹太人士兵来完成一项敌后任务，说他们每人欠他100张纳粹头皮，并且不收俘虏。他们被称为“惡棍特工”（片名字意“无耻的混蛋”）。阿道夫·希特勒私下询问了一名叫布茨的士兵，他讲述了自己的小队是如何遭惡棍特工伏击，他的中士拒绝泄露情报后如何被绰号“犹太熊”（Bear Jew）的唐尼·唐诺维兹中士（Sgt. Donny Donowitz，伊萊·羅斯饰）用棒球棍活活打死。布茨因透露情报而幸免于难，但艾杜·瑞恩在他额头上用刀刻了一个卐。
1944年6月，使用化名的苏珊娜在巴黎经营一家电影院。她遇到了一名德国狙击手弗雷德里克·佐勒（Fredrick Zoller，丹尼尔·布尔饰），他在宣扬自己战功的政治宣传影片《国家的荣耀》（Nation's Pride）中饰演本人。佐勒爱上了苏珊娜，為了討好她，佐勒说服了約瑟夫·戈培爾把首映式安排在蘇珊娜的影院举行。苏珊娜抓住这个机会，决意在她的放映员及恋人马塞尔（Marcel）的帮助下在首映时烧毁影院，杀死出席的纳粹德國领导人。同时，阿尔奇·希考克斯中尉（Lt. Archie Hicox，迈克尔·法斯宾德饰），一位专长于德国电影的英国影评人，被爱德·费内奇上将（Gen. Ed Fenech）和首相温斯顿·丘吉尔招入“电影院行动”（Operation Kino）。希考克斯将与作为间谍的德国影星布丽姬特·冯·汉莫斯马克（Bridget Von Hammersmark，黛安·克鲁格饰）以及惡棍特工会合，一起混入首映式放炸药。
希考克斯和两位会德语的惡棍特工在一家地下室小酒馆与布麗姬特见面。那里有一位德国军士长威廉（Master Sgt. Wilhelm）在和一群士兵庆祝他儿子的诞生。一位坐在阴影中的盖世太保（August Diehl飾）军官注意到希考克斯的德语口音有点奇怪，感到怀疑。希考克斯差點掩盖了过去，但他英式的比數字手势使他暴露了身份。在接踵而来的枪战中，除了威廉和布麗姬特外，其他人均丧命。当守在外面的艾杜·瑞恩进来和威廉谈判时，布麗姬特伺机枪杀了威廉。从影星那得知希特勒本人也会参加首映礼后，瑞恩不顾他会德语的队员已死，仍决定执行“电影院行动”。他、唐诺维兹和奥马尔·奥莫（Omar Ulmer）会扮作布麗姬特的意大利男伴和摄影师，寄希望于他们蹩脚的意大利语能在不熟悉该语言又可以因德國與義大利同盟的關係，在德国人面前蒙混过关。稍后，兰达在地下室的枪战现场发现了一支鞋和有布丽姬特签名的手绢。
在首映式上，精通意大利语的兰达未被骗倒，他要求和布麗姬特私下聊聊。兰达請她试穿那支鞋，在小酒館事故中受傷的布丽姬特無力逃脫，结果鞋子完全合脚，蘭達便將她勒死，并下令逮捕了瑞恩和史密森·尤提维奇下士（Pfc. Smithson Utivich）。兰达強迫瑞恩與上司联系，要求和美国战略情报局达成交易：如果兰达放任爆炸计划實行因而结束战争，蘭達將能得到美國政府庇護及豁免权、美国公民权、物质奖励和荣誉勋章。此时，在影院放映电影期间，佐勒来到放映室见苏珊娜，她先拒绝了他的示愛，随后假意叫他锁上门。当佐勒背对她时，苏珊娜用枪射傷了他，但佐勒倒地後又转身射傷了苏珊娜，两人一起死於放映室。留在影院中的唐诺维兹和奥莫設置好炸弹后，除掉了希特勒的守卫。
苏珊娜的复仇短片被剪辑在影片当中播放，其中她告知观众他们马上会死于一个犹太人手中。已经把影院出口锁上的马塞尔点燃了银幕后的一堆极易燃的硝化胶片。在大火中，希特勒和戈培尔被闖入的唐诺维兹和奥莫射殺，兩人隨後用MP40冲锋枪扫射被困住的人群，直到炸弹爆炸并摧毁了影院。清晨，兰达和他的通訊官赫曼驾车載着艾杜·瑞恩和尤提维奇进入盟军领地，之后他们按说好的计划向艾杜·瑞恩投降。艾杜·瑞恩随即射杀了赫曼，并令尤提维奇割下他的头皮。艾杜·瑞恩不怨恨美軍上級與兰达談成交易，但他无法接受兰达就此逃脱作为纳粹军官应受的惩罚，于是在他额头上刻下卐作为永久的记号。

## 演员

### 惡棍特工（美國）
| 演員            | 角色                       | 備註 |
| --------------- | -------------------------- | --- |
| 布萊德·彼特     | 艾杜·瑞恩中尉 （Lt. Aldo Raine)          | 本片主角。惡棍特工的领袖，绰号“阿帕契人艾多”（Aldo the Apache），有著濃厚的美国南方口音，喜欢割德军尸体的头皮并在德军俘虏的头上刻卐字，小队最后兩個幸存者之一。 |
| 伊萊·羅斯       | 唐尼·唐诺维兹中士 （Sgt. Donny Donowitz）     | 艾杜·瑞恩的副官，因为身材魁梧而得绰号“犹太熊”（Bear Jew），并且喜欢用棒球棍将德军俘虏活活打死，故稱“棒球杀手”，最后完成影院自杀攻击的二人之一。          |
| 哥德昂·布克哈德 | 威廉·维基下士 （Cpl. Wilhelm Wicki）         | 受艾杜·瑞恩徵召的猶太人之一。奥地利裔美籍犹太人，是惡棍特工中两个会说德语的成员之一，带慕尼黑口音。                                                |
| 蒂尔·施威格     | 雨果·史提格利茲中士 （Sgt. Hugo Stiglitz）   | 前德意志国防军士官，因為殺害蓋世太保軍官遭逮捕準備處死，押送途中被惡棍特工救出並加入行動。是惡棍特工中两个会说德语的成员之一，带法兰克福口音。   |
| 本杰明·诺瓦克   | 一等兵史密森·尤提维奇 （Pfc. Smithson Utivich） | 受艾杜·瑞恩徵召的猶太人之一。绰号“矮子”（The Little Man），最后小队兩個幸存者之一。                                                                              |
| 奥马尔·杜姆     | 一等兵奥马尔·奥莫 （Pfc. Omar Ulmer）     | 受艾杜·瑞恩徵召的猶太人之一。最后完成影院自杀性攻击的二人之一。                                                                                    |
| 萨姆·莱文       | 一等兵赫史伯格 （Pfc. Hirschberg）        | 受艾杜·瑞恩徵的猶太人之一。 |
| 保羅·魯斯特     | 一等兵安迪·卡根 （Pfc. Andy Kagan）       | 受艾杜·瑞恩徵的猶太人之一。 |
| 迈克尔·巴卡尔   | 一等兵迈克尔·齐默尔曼 （Pfc. Michael Zimmerman） | 受艾杜·瑞恩徵的猶太人之一。 |
| 卡洛斯·菲德尔   | 一等兵西蒙·萨克维兹 （Pfc. Simon Sakowitz）   | 受艾杜·瑞恩徵的猶太人之一。 |

### 英國勢力
| 演員            | 角色                     | 備註 |
| --------------- | ------------------------ | --- |
| 迈克尔·法斯宾德 | 阿尔奇·希考克斯中尉 （Lt. Archie Hicox） | 英军突击队成员，战前是影评人，尤其精通德国电影作品，會說德語，但被包括一位蓋世太保在內的德軍指出「口音很奇怪」，最後在比数字三的時候跟德國人習慣不同而被識破。 |
| 麦克·迈尔斯     | 爱德·费内奇上将 （Gen. Ed Fenech）     | 英军指挥高层，“電影院行動”的组织者之一。 |
| 罗德·泰勒       | 温斯顿·丘吉尔            | 英国首相。 |

### 納粹德國
| 演員              | 角色                       | 備註 |
| ----------------- | -------------------------- | --- |
| 克里斯多夫·華茲   | 汉斯·兰达上校 （Col. Hans Landa）         | 納粹党卫队軍官，綽號“猶太猎人”，專責追捕佔領區內的猶太人，精通德语、英语、法语和意大利语。                           |
| 丹尼尔·布尔       | 二等兵弗雷德里克·佐勒 （Fredrick Zoller） | 国防军士兵，百发百中的狙击手，事迹被拍成电影《祖國的榮耀》，爱上蘇珊娜。                                             |
| 马丁·乌特克       | 阿道夫·希特勒              | 纳粹德国元首。 |
| 西尔维斯特·格罗斯 | 约瑟夫·戈培尔              | 纳粹德国国民教育与宣传部部长，德国电影界领导。                                                                       |
| 奧古斯特·迪赫     | 迪特·海尔斯姆少校 （Maj. Dieter Hellstrom）     | 盖世太保军官。 |
| 亚历山大·斐林     | 威廉军士长 （Master Sgt. Wilhelm）            | 国防军士兵，与朋友庆祝儿子诞生意外撞上惡棍特工在酒馆的秘密接头。                                                     |
| 索恩克·莫宁       | 二等兵布茨 （Pvt. Butz）            | 国防军士兵，被惡棍特工伏击的德军巡逻队唯一的幸存者。                                                                 |
| 理查德·塞梅尔     | 沃纳·罗哲曼中士 （Sgt. Werner Rachtmann）       | 国防军士官，布茨所属小队的指挥官，之前因为作战英勇曾获得铁十字勋章，被俘后因为拒绝出卖友军情报而被唐诺维兹活活打死。 |

### 平民
| 演員            | 角色                        | 備註 |
| --------------- | --------------------------- | --- |
| 梅蘭妮·羅蘭     | 蘇珊娜·德瑞芙斯 （Shosanna Dreyfus）        | 法籍犹太人，全家被德軍杀害，隻身逃到巴黎后改名換姓投靠叔嬸，叔嬸相繼去世後繼承电影院。在確認納粹高層都將出席電影首映後決意放火燒死所有人為家人報仇，最後與佐勒同歸於盡。 |
| 黛安·克魯格     | 布丽姬特·冯·汉莫斯马克 （Bridget Von Hammersmark） | 德国电影明星，英国雙面間諜，“電影院行動”的构思者。在影院被蘭達識破並掐死。                                                                                               |
| 朱莉·德赖弗斯   | 弗朗西斯卡·蒙迪诺 （Francesca Mondino）      | 戈培尔的法国私人助理、翻译与情妇。 |
| 杰奇·伊多       | 马塞尔 （Marcel）                 | 苏珊娜影院的黑人放映员與她的恋人，從苏珊娜的叔叔和嬸嬸還在世時就在影院中工作。執行最後的放火工作，最後亦死於大火。                                                       |
| 丹尼斯·门诺切特 | 皮埃尔·拉帕提 （Perrier LaPadite）          | 法国奶农，曾帮助苏莎娜一家躲藏德國人的追捕。 |
| 蕾雅·瑟杜       | 夏洛特·拉帕提 （Charlotte LaPadite）          | 皮埃尔·拉帕提的女兒。 |
| 張曼玉          | 米米厄夫人 （Madame Mimieux）             | 戲院老闆。（鏡頭被刪） |

## 制作

### 发展
塔伦蒂诺用了超过十年来写本片的剧本，他在一次采访中对查理·罗斯说，他变得“太宝贝每一页了”，这个故事不断地发展扩大。塔伦蒂诺把该剧本视为正在发展中的杰作，他感觉它一定会成为他写过的最好的作品。塔伦蒂诺预想这部电影会是“一帮家伙接下任务”那类影片，他说它会是“我自己的《十二金剛》、《血染雪山堡》或《纳瓦隆大炮》之类的东西”。据塔伦蒂诺说，他所有的电影都能让观众对着那些本不该搞笑的东西发笑，但每部电影的幽默都是不同的。
到了2002年，塔伦蒂诺发现《无耻混蛋》的制作规模会比他构想中的大，并看到有其他导演在拍二战题材的电影。那时，他已经写出了三版几乎完成的剧本，宣称它是“我的最佳作品之一，但我无法想出一个结尾”。于是，他将其搁置一边，先导演了两部《杀死比尔》（2003-2004年）。完成后，塔伦蒂诺重新审视了他的第一稿故事线，想出把它变成一个迷你系列剧的主意。然而，他修剪了剧本，用《低俗小说》的剧本来作为长度的参照依据。然后他计划于2005年开始《无耻混蛋》的制作。修改后的版本讲述了一群逃脱死刑的士兵开始一项帮助盟军的任务。他描述这些人为“不是你们那种常规的、在二战中陷入了重要事件的英雄类型”。
2004年11月，塔伦蒂诺决定暂缓该片的制作，而是去三池崇史的意大利式西部片《日式牛仔一品鍋》中出演了一个角色，并想要拍一部完全用中文的功夫片。这个计划也失败了，最终他导演了《刑房》中的一部，之后回到了本片的制作上来。本片片名来自恩佐·卡斯提拉里1978年导演的战争片《戴罪立功》的英文片名。在戛纳电影节的新闻发布会上，塔伦蒂诺被问到对《无耻混蛋》片名拼写的解释，他说：“我永远不会解释这个问题的。”被继续逼问后，他虽然没有解释中多出来的，但他说：“混蛋？这就是你说这个词的正常方式：混蛋。”塔伦蒂诺在后来的一次采访中表示他拼错片名中的单词“是一种巴斯奇亞式的手段”。他在晚间秀上进一步解释是一种“昆汀·塔伦蒂诺式拼法”
。

### 选角
塔伦蒂诺原想让莱昂纳多·迪卡普里奥扮演汉斯·兰达，之后决定应让更年长的德国演员出演。该角色最终归于奥地利演员克里斯托弗·瓦尔兹，塔伦蒂诺本害怕该角色“无法被演绎”，称瓦尔兹“成就了我的电影”。皮特和塔伦蒂诺几年来一直想合作，但没有等到合适的影片。当塔伦蒂诺的剧本写到一半时，他感觉皮特可能会很合适艾多·瑞恩这个角色。等他完成剧本后，他认为皮特“会非常棒”，便联系了皮特的经纪人问他是否有时间。
塔伦蒂诺让亞當·山德勒扮演唐尼·唐诺维兹，但山德勒因影片《滑稽人物》的档期冲突而拒绝邀约。伊萊·羅斯取而代之，他也导演了电影中的电影《国家的荣耀》，用了300位群众演员。导演也原想让西蒙·佩吉出演英国影评人阿尔奇·希考克斯，但佩吉因斯皮尔伯格的《丁丁历险记》的时间安排而被迫退出。德裔爱尔兰演员迈克尔·法斯宾德于2008年8月加入剧组出演该角色。美剧《辦公室》的演员及编剧本杰明·诺瓦克也在2008年8月加入，饰演一等兵史密森·尤提维奇，“一位纽约出生、体格纤弱的士兵”。
塔伦蒂诺和德国演员娜妲莎·金斯基谈过让她扮演影星布丽姬特·冯·汉莫斯马克，甚至飞到德国和她见面，但他们没有协商成功，而黛安·克鲁格最终出演此角色。罗德·泰勒本已经从演艺界退休，不再有经纪人，但在塔伦提诺提出让他出演温斯顿·丘吉尔后，他重新复出接下角色。泰勒为正确模仿首相的姿态、手势、声音，甚至口齿不清的说法方式，看了许多丘吉尔的影像片段。泰勒原本在谈话中推荐亞伯特·芬尼出演该角色，但因塔伦蒂诺的“热情”而同意出演 。麦克·迈尔斯（爱德·费内奇上将饰演者）是塔伦蒂诺的影迷，曾询问是否能出演本片，因为他的父母曾是英國軍人。他用公认发音作为角色的口音以符合他军官阶层的身份，但态度大致上为“我已经受够了这个战争，如果这位老兄可以结束它，那太好了，因为我的国家已经成了废墟”。
本片片名灵感来源《戴罪立功》的导演恩佐·卡斯提拉里在片中的首映式部分彩蛋式出境。他也在自己1960年的原作中友情客串了一位德国人，在本片中他客串的是军衔和所属组织不同的相同角色。主演了《戴罪立功》的博·史文森也在《国家的荣耀》中友情客串了一位美国上校。两位之前主演过塔伦蒂诺电影的演员森姆·積遜和哈维·凯特尔在本片中贡献了声音，分别作为旁白和美国战略情报局指挥官。克劳斯·利特曼和張曼玉饰演的两个角色的戏份因电影长度原因被最终删除
。

### 拍摄
塔伦蒂诺与溫斯坦影業合作制片。2008年7月，他和执行制片哈維和鲍勃·韦恩斯坦为使本片赶上2009年的戛纳电影节竞争金棕榈奖而安排了加快的日程计划。韦恩斯坦影业投资了影片预算的一部分，并成为它在美国的发行商。环球影业与其签订协议，投资了剩余部分，负责美国国外的发行。德国和法国被选为拍摄地，主要拍摄工作于2008年10月在德国的外景地开始。拍摄按计划开始于10月13日。乔治·尼克特洛的工作室（KNB Efx Group）负责特效。大部分影片在德国波茨坦的巴貝爾堡攝影棚和德国捷克边境的温泉小镇巴特尚道完成拍摄和剪辑。罗斯说他们在影院着火那场戏中“几乎被焚烧了”，原先安排的火焰温度为400℃（750℉），但实际温度为1200℃（2000℉）。他还声称影院的纳粹标志也不该倒下来，因为它是用钢缆固定的，但钢在火中变软折断了。2013年1月11日，在BBC电台的节目“格莱汉姆·诺顿秀”上 ，塔伦蒂诺说在克鲁格被勒死的那场戏中，他自己用手勒了她，只拍了一遍就完成，为了增加真实度。
影片在戛纳上映后，塔伦蒂诺表示他会在院线公映前的六月重新剪辑本片，让他有时间加入一些赶不及戛纳首映的场景。

### 配乐
塔伦蒂诺原想让恩尼奥·莫里科内为本片创作配乐，但莫里科内无法参与，因为和他为朱賽貝·托納多雷的影片《巴阿里亚》的配乐工作在时间上有冲突。然而，塔伦蒂诺在片中仍然用了8首莫里科内创作的音乐，其中4首被收录进原声带CD中。
本片的开场主题旋律是取自伪民谣谣曲《夏日绿叶》（The Green Leaves of Summer），该曲是迪米特里·迪奥姆金和保罗·弗朗克西斯·维布斯特为1960年的影片《边城英烈传》的开场所作。本片配乐中用到了多种音乐类型，包括意大利式西部片音乐、节奏布鲁斯和大卫·鲍伊在1982年电影《豹人》中的同名主题曲。这是第一张其中不包含片中部分对话的塔伦蒂诺作品原声带，发行于2009年8月18日。

## 发行
劇本的最終版完成后，被泄露到網路上，几个塔伦蒂诺的影迷網站开始发布评论和剧本节选。
影片完整的先行预告片（teaser trailer）于2009年2月10日在《今夜娱乐》节目中首发，并于接下来的一周在影院附着影片《黑色星期五》播放。该预告片中主要展示了艾多·瑞恩对惡棍特工的训话，告诉他们伏击、杀害、折磨并割下纳粹士兵头皮的计划，以及一些其他场景。它也突出了意大利式西部片语句“从前在纳粹占领的法国”（Once Upon A Time In Nazi Occupied France），把它作为电影的片名，还有“一个混蛋的工作永不会完成”（A Basterd's Work Is Never Done）这句没有出现在正片里的台词（这句话出现在剧本中犹太熊的背景故事里）。
本片于2009年8月19日在英国和法国上映，比美国的上映日期早两天。它于8月20日在德国上映。然而，一些欧洲影院从8月15日起就举行了一些预映会。在波兰，片名没有按原意翻译，被译为（战争的混蛋），从而让纳粹标志卐得以被设计在字母“”内，影片的其他部分没有遭到改动。

### 审查
由于德国法律限制纳粹标志的展示，环球影业检查了本片的德国宣传网站。片名上的卐被移除，德式鋼盔上的纳粹标志被一个弹孔所替代。展示纳粹标志的海报在德国网站上无法被下载。尽管广告海报和墙纸不能展示纳粹标志，但根据德国法律这一规定不适用于艺术作品，因此电影本身不会在德国遭到限制。

### 家庭媒体
本片于2009年12月15日在美国和澳大利亚发行了单碟DVD版、双碟DVD特别版和蓝光版，由环球影业家庭娱乐部出品。它于同年12月15日在英国发行了DVD和蓝光版碟片。在发行后的首周，本片的销售量位于第二，仅次于《醉後大丈夫》，在美国售出价值为28,467,652美元的1,581,220张碟片。
德国版比美国版长了50秒，因为小酒馆的场景被加长了。尽管该加长场景在其他国家被收录于花絮中，但只有德国院线版、DVD版和蓝光版是将其包含在正片内的。

## 迴响

### 票房
本片开映银幕有3165张，在北美的首个周五赚得1430万美元，到首个周末的票房为3800万美元，创下塔伦蒂诺的个人最佳纪录，并超越《第九区》登上票房榜榜首。本片在第二个周末退居第二，让位给《絕命終結站4》。第二个周末的票房成绩为2000万美元，在上映后10天内的票房为7380万美元。《无耻混蛋》以榜首身份在美国国外的22个市场的2650张银幕上开映，收入2749万美元。本片榜首开映的市场包括法国，在500张银幕上收入609万美元。英国市场表现紧随其后，在444张银幕上收入了592万美元（380万英镑）。德国市场为439张银幕和420万美元，澳大利亚市场为266张银幕和256万美元（280万澳元）。它在美国和加拿大的票房净收入为1.205亿美元，其他国家的票房总和为2.009亿美元，全球总票房为3.214亿美元。《无耻混蛋》是当时塔伦蒂诺本土和全球票房都为最高的电影，直到被2012年的《被解放的姜戈》超越。

### 評價
影评网站爛番茄显示，273位影评人中的89%给予了本片正面评价，平均分为7.7/10。该站的总体评价为“一段经典塔伦蒂诺式混合类型的刺激旅程，《无耻混蛋》是暴力的、放纵的，极具娱乐性。”百分制影评网站的36篇评论给了本片69分的平均分。
本片获得了许多积极的评价。它最初在戛纳电影节上获得的反响褒贬不一。在戛纳的首次放映后，本片获得了影评人8到11分钟的起立鼓掌。而法国的著名报刊《世界报》则不欣赏它，写道：“塔伦蒂诺迷失在虚构的二战中。”除此之外，《综艺》杂志的安妮·汤普森（Anne Thompson）赞扬了本片，但认为它不算一部杰作，说：“《无耻混蛋》很具有观赏性，但不完全很有魅力……你不会以一种特别的方式进入电影中的世界，而是保持一定距离地观看，欣赏其中的指涉和出色的镜头语言（mise en scène）。这是一部最好看第二遍的电影。”影评人詹姆斯·贝拉迪内利给了本片他2009年的第一篇四星评论，认为“《无耻混蛋》是昆汀·塔伦蒂诺自《低俗小说》后最好的作品”，它“观看起来非常享受”。《芝加哥太陽報》的羅傑·艾伯特也给了本片四星的评论，写道：“昆汀·塔伦蒂诺的《无耻混蛋》是一部宏大、冒失、大胆的战争片，会使一些人恼怒，令其他人吃惊，展示了他的真才实学，他是一个带来狂想式愉悦的导演。”作家和评论家丹尼尔·曼德尔森为描绘美籍犹太人的方式感到困扰，片中美籍犹太人模仿了德国人对欧洲犹太人的暴行，他指出：“在《无耻混蛋》中，塔伦蒂诺沉溺于复仇的暴力快感中，把犹太人变成了纳粹。”《衛報》的彼得·布拉德肖说自己“因它糟糕得令人生气，非常让人失望而遭到了打击”。《紐約客》的大卫·丹拜尽管称赞了克里斯托弗·瓦尔兹的表演（“美国观众不熟悉的好演员”），但对电影持负面评价：“该电影的制作技巧不错，但它太愚蠢了以至于无法被享受，甚至把它当做一个笑话来看都是如此。[……]塔伦蒂诺已经变成了一个尴尬的存在：他在电影方面的幼稚愚蠢（idiot de la cinémathèque）盖过了他在制作影像方面的高超技艺。”克里斯托弗·希欽斯把观影经历比作“坐在黑暗中让一壶热尿非常缓慢地倒在你头上”。
本片也受到了一些犹太媒体的批评。在《药片》（Tablet）中，里尔·利波韦茨（Liel Liebowitz）批评本片缺乏道德深度。他认为电影的力量来自于它传达的知识和微妙的理解，但《无耻混蛋》更像是“现实的替换物，一个神奇的、摩尼教式的世界，在其中不用担心道德的复杂性，暴力可以解决一切问题，而第三帝国的结局只是一堆胶片和一根点燃的火柴造成的卡通片式的战败”。网络杂志的作者安东尼·弗洛什（Anthony Frosh）批评本片没有塑造好角色，称该电影“迷人，但缺乏犹太人的内容”。
2023年，爛番茄滿25週年特別專題中，本片在該站名列「影評家選出過去25年的最佳電影」排行榜第21名。

## 荣誉
克里斯多夫·華茲收获了本片唯一的坎城影展荣誉——最佳男演员奖。影评人德温·法拉希（Devin Faraci）说：“在这篇影评写就的很久之前就已产生了这样的呼声，但让我来继续呼吁吧：克里斯多夫·華茲不需要一个奥斯卡提名，而是真正地拿到这个奖项……他必须赢得小金人”。本电影获得了4项金球奖提名，包括最佳戲劇類影片提名和華兹的最佳電影男配角提名，他最终获得了该奖项。本片也获得了3项美国演员工会奖提名，并最终获得了最佳整體演出和最佳男配角奖。本片获得了英國電影學院獎的6项提名，包括塔伦蒂诺的最佳导演提名，但只赢得了一项——華兹的最佳男配角奖。在2010年2月的第82届奥斯卡奖上，《无耻混蛋》得到了8项提名，包括最佳影片、最佳导演、最佳男配角、最佳原创剧本、最佳摄影、最佳剪辑、最佳音效剪辑和最佳混音。最终華兹获得了奥斯卡最佳男配角奖。

## 流行文化
2010年5月12日，於播放的《辛普森一家》第22季第8集《圣诞节前的一战》中，有指涉《无耻混蛋》情节的一段二战闪回。 
身高为6英尺7英寸（2.01）、体重为314磅（142）的犹太裔美式足球选手加布·卡里米在2011年NFL选秀会上在第一轮就被芝加哥熊队选中后，他得到了“犹太熊”（The Bear Jew）的绰号，来源自《无耻混蛋》中的角色。